# Emmy-Noether-Programm
Das Emmy-Noether-Programm ist ein von der Deutschen Forschungsgemeinschaft (DFG) 1997 eingeführtes Programm zur Förderung herausragender Nachwuchswissenschaftler. Es ist nach der deutschen Mathematikerin Emmy Noether benannt.

## Förderung
Voraussetzung für die Aufnahme ist eine noch nicht längere Zeit zurückliegende herausragende Promotion. Im Rahmen des Programms sollen die Teilnehmer durch die Leitung einer Nachwuchsgruppe für die Hochschullehrertätigkeit qualifiziert werden: Ähnlich wie eine positiv evaluierte Juniorprofessur kann auch eine Tätigkeit als Emmy-Noether-Nachwuchsgruppenleiter als formal habilitationsäquivalent gewertet werden. Gleichzeitig versucht man damit, junge Wissenschaftler aus dem Ausland nach Deutschland (zurück) zu holen bzw. die Auswanderung deutscher Wissenschaftler zu beenden.
Im Juli 2017 hat der Hauptausschuss der Deutschen Forschungsgemeinschaft (DFG) mit Wirkung zum 1. Januar 2018 Modifizierungen am Emmy-Noether-Programm beschlossen:
- Der Regelnachweis eines zwölfmonatigen Auslandsaufenthaltes als Nachweis für internationale Forschungserfahrung entfällt. Die internationale Forschungserfahrung selbst bleibt aber eine Antragsvoraussetzung, die von den Antragstellenden individuell dargelegt und im Begutachtungsprozess fachspezifisch geprüft wird.
- Die reguläre Förderdauer wird um ein Jahr verlängert und zukünftig bis zu sechs Jahre betragen.
- Auch W2-Professoren sind nun prinzipiell antragsberechtigt, falls sie sich noch in ihrer Qualifizierungsphase befinden, also nur befristet angestellt sind, und sich noch in einer frühen Phase ihrer wissenschaftlichen Karriere befinden.
- Klinisch arbeitende Wissenschaftler erhalten die Möglichkeit, anstelle der Nachwuchsgruppenleiterstelle eine Rotationsstelle zu beantragen, um sich für einen Teil ihrer Zeit für die Forschung freistellen zu lassen.
- Ein zweckgebundener Familienzuschlag von bis zu 6000 Euro pro Jahr für die Betreuung von Kindern und pflegebedürftigen Angehörigen bei Kongress- und Forschungsreisen kann beantragt werden.

## Emmy-Noether-Treffen
Seit 2001 treffen sich die Geförderten im Emmy-Noether-Programm zu den sogenannten Emmy-Noether-Treffen, die den Austausch und die Diskussion zwischen den Geförderten, aber auch mit der Politik und der DFG-Geschäftsstelle ermöglichen sollen.